# 1139 (szám)
Az 1139 (római számmal: MCXXXIX) az 1138 és 1140 között található természetes szám.

## A szám a matematikában
A tízes számrendszerbeli 1139-es a kettes számrendszerben 10001110011, a nyolcas számrendszerben 2163, a tizenhatos számrendszerben 473 alakban írható fel.
Az 1139 páratlan szám, összetett szám, félprím. Kanonikus alakja 171 · 671, normálalakban az 1,139 · 103 szorzattal írható fel. Négy osztója van a természetes számok halmazán, ezek növekvő sorrendben: 1, 17, 67 és 1139.
Az 1139 húsz szám valódiosztó-összegeként áll elő, ezek közül legkisebb a 6061.

## Csillagászat
- 1139 Atami kisbolygó